# Формула-1 — Гран-прі Австрії 2023
Гран-прі Австрії 2023 (офіційно — Formula 1 ROLEX GROSSER PREIS VON ÖSTERREICH 2023) — автоперегони чемпіонату світу з Формули-1, які відбулися 2 липня 2023 року. Гонка була проведена на Ред Булл Ринзі у Шпільберзі (Штирія, Австрія). Це дев'ятий етап чемпіонату світу і сорок друге Гран-прі Австрії в історії.

## Розклад (UTC+2)
| Дата           | Подія                   | Час           |
| -------------- | ----------------------- | ------------- |
| 30 червня 2023 | Вільний заїзд           | 14:30 — 15:30 |
| 30 червня 2023 | Кваліфікація            | 18:00 — 19:00 |
| 1 липня 2023   | Кваліфікація до спринту | 13:00 — 13:44 |
| 1 липня 2023   | Спринт                  | 17:30 — 18:00 |
| 2 липня 2023   | Гонка                   | 16:00         |
| Джерело:       |                         |               |

## Шини
Під час гран-прі було дозволено використовувати 3 типи шин Pirelli: hard, medium і soft
| Hard | Medium | Soft |
| ---- | ------ | ---- |

## Положення у чемпіонаті перед гонкою
| Місце   | Пілот           | Очки |
| ------- | --------------- | ---- |
| 1       | Макс Ферстаппен | 195  |
| 2       | Серхіо Перес    | 126  |
| 3       | Фернандо Алонсо | 117  |
| 4       | Льюїс Гамільтон | 102  |
| 5       | Карлос Сайнс    | 68   |
| Джерело |                 |      |

| Місце   | Конструктор             | Очки |
| ------- | ----------------------- | ---- |
| 1       | Ред Булл - RBPT         | 321  |
| 2       | Мерседес                | 167  |
| 3       | Астон Мартін - Мерседес | 154  |
| 4       | Феррарі                 | 122  |
| 5       | Alpine-Renault          | 44   |
| Джерело |                         |      |

## Вільні заїзди
| Сесія | Лідер           | Конструктор     | Ш | Час      | Джерело |
| ----- | --------------- | --------------- | - | -------- | ------- |
| 3     | Макс Ферстаппен | Ред Булл - RBPT | P | 1:05.742 | [ 5 ]   |

## Кваліфікація

### Коротко про кваліфікацію
Під час сесії кілька пілотів, у тому числі Макс Ферстаппен, не дотримувалися обмежень на трасі; це призвело до того, що Серхіо Перес не зміг потрапити в Q3 вчетверте поспіль у цьому сезоні після Монако.
Перша сесія була невдалою, оскільки Валттері Боттас вибув на першому повороті; до цього моменту Макс Ферстаппен очолив сесію, а Кевін Магнуссен став другим перед червоним прапором; у першого був видалений його найкращий час кола через обмеження траси; крім того, П’єр Гаслі, Чжоу Гуаньюй та Льюїс Гамільтон подолали обмеження на трасі. Ферстаппен знову встановив найшвидший час. Юкі Цунода, його товариш по команді Нік де Вріс, Чжоу, Логан Сарджент і Магнуссен були вибиті з Q1.
Коли Ферстаппен почав своє коло Q2, він знову порушив обмеження траси на десятому повороті, і його час на колі було видалено. Це дозволило Ландо Норрісу на мить очолити сесію, випередивши Ніко Хюлькенберга, Фернандо Алонсо, Карлоса Сайнcа-молодшого та Гамільтона. Серхіо Перес зіткнувся з черговим порушенням лімітів траси, що позбавило його місця в Q3. Він приєднався до Джорджа Рассела, Естебана Окона, Оскара Піастрі та Боттаса з Q2.
Завдяки цьому Александр Албон знову з’явився в Q3 за команду Williams, кваліфікуючись десятим. Ферстаппен знову взяв поул, а Шарль Леклер і Сайнс стартували в першому ряду Ferrari позаду Ферстаппена. Ленс Стролл на шостому місці знову випередив товариша по команді Алонсо на сьомому місці

#### Результати
| Місце               | №  | Пілот            | Конструктор                  | Частина 1 | Частина 2 | Частина 3 | Старт |
| ------------------- | -- | ---------------- | ---------------------------- | --------- | --------- | --------- | ----- |
| 1                   | 1  | Макс Ферстаппен  | Red Bull Racing-Honda RBPT   | 1:05.116  | 1:04.951  | 1:04.391  | 1     |
| 2                   | 16 | Шарль Леклер     | Ferrari                      | 1:05.577  | 1:05.087  | 1:04.439  | 2     |
| 3                   | 55 | Карлос Сайнс     | Ferrari                      | 1:05.339  | 1:04.975  | 1:04.581  | 3     |
| 4                   | 4  | Ландо Норріс     | McLaren-Mercedes             | 1:05.617  | 1:05.038  | 1:04.658  | 4     |
| 5                   | 44 | Льюїс Гамільтон  | Mercedes                     | 1:05.673  | 1:05.188  | 1:04.819  | 5     |
| 6                   | 18 | Ленс Стролл      | Aston Martin Aramco-Mercedes | 1:05.710  | 1:05.121  | 1:04.893  | 6     |
| 7                   | 14 | Фернандо Алонсо  | Aston Martin Aramco-Mercedes | 1:05.655  | 1:05.181  | 1:04.911  | 7     |
| 8                   | 27 | Ніко Гюлькенберг | Haas-Ferrari                 | 1:05.740  | 1:05.362  | 1:05.090  | 8     |
| 9                   | 10 | П'єр Гаслі       | Alpine-Renault               | 1:05.515  | 1:05.308  | 1:05.170  | 9     |
| 10                  | 23 | Александр Албон  | Williams-Mercedes            | 1:05.673  | 1:05.387  | 1:05.823  | 10    |
| 11                  | 63 | Джордж Рассел    | Mercedes                     | 1:05.686  | 1:05.428  | N/A       | 11    |
| 12                  | 31 | Естебан Окон     | Alpine-Renault               | 1:05.729  | 1:05.453  | N/A       | 12    |
| 13                  | 81 | Оскар Піастрі    | McLaren-Mercedes             | 1:05.683  | 1:05.605  | N/A       | 13    |
| 14                  | 77 | Вальттері Боттас | Alfa Romeo-Ferrari           | 1:05.763  | 1:05.680  | N/A       | 14    |
| 15                  | 11 | Серхіо Перес     | Red Bull Racing-Honda RBPT   | 1:05.177  | 2:06.688  | N/A       | 15    |
| 16                  | 22 | Юкі Цунода       | AlphaTauri-Honda RBPT        | 1:05.784  | N/A       | N/A       | 16    |
| 17                  | 24 | Чжоу Гуаньюй     | Alfa Romeo-Ferrari           | 1:05.818  | N/A       | N/A       | 17    |
| 18                  | 2  | Логан Сарджент   | Williams-Mercedes            | 1:05.948  | N/A       | N/A       | 18    |
| 19                  | 20 | Кевін Магнуссен  | Haas-Ferrari                 | 1:05.971  | N/A       | N/A       | 19    |
| 20                  | 21 | Нік де Вріс      | AlphaTauri-Honda RBPT        | 1:05.974  | N/A       | N/A       | 20    |
| 107% часу: 1:09.674 |    |                  |                              |           |           |           |       |
| Посилання:          |    |                  |                              |           |           |           |       |

## Кваліфікація до спринту

### Коротко про кваліфікацію
Подібно до кваліфікації минулого дня, пілоти знову порушили обмеження траси, включно з Льюїсом Гамільтоном, чий найкращий час сесії було видалено, що вибило його з SQ1. Це перший випадок, коли Гамільтон вилетів у першому сегменті кваліфікації після Гран-прі Саудівської Аравії 2022 року, і вперше він вилетів у першому сегменті спринтерської серії.
Перша сесія почалася після дощу навколо Red Bull Ring раніше вранці; таким чином, на трасі було хмарно, дощ не прогнозувався протягом наступних 20 хвилин. Траса, однак, залишалася мокрою, тому водії могли проїхати будь-яку складову; Кевін Магнуссен і Макс Ферстаппен виступили на медіумах. На машинах Williams Александра Албона та Логана Сарджента встановлено проміжні шини, порівняно з усіма іншими автомобілями на м’яких шинах. Машини Williams замінили на м'які. Чжоу Гуаньюй розвернувся і спричинив появу жовтих прапорів.
Карлос Сайнс побачив збій у своїй гальмівній системі, виїжджаючи на піт-лейн із димом із задньої частини свого Ferrari SF-23. Через це він не зміг встановити час кола для більшості SQ1. Його єдине коло сесії закінчилося тим, що очолив таблицю.
Ферстаппена, Чжоу, Серхіо Переса, Льюїса Гамільтона (який спочатку очолював сесію) і перші результати Сарджента було видалено за порушення лімітів траси. Оскара Піастрі заблокував Шарль Леклер  який повернувся в бокси. Стюарди розслідували інцидент, оскільки Леклерк пройшов наступну сесію на 0,1 мілісекунди. Чжоу, Піастрі, Гамільтон, Вальттері Боттас і Сарджент були вибиті з SQ1. Тим часом напарник Гамільтона по команді Джордж Рассел, який показав сьоме місце, повідомив про збій гідравліки. Ніко Хюлькенберг був третім найшвидшим після Aston Martin Ленса Стролла і Фернандо Алонсо.
Друга сесія почалася з того, що Рассел залишився в боксах через несправність гідравліки; він не провів сесію, оскільки йому потрібно було змінити рульову рейку. Тим часом Ніку де Врізу та Ферстаппену видалили час кола через порушення лімітів траси. Повтор показав, як автомобіль Хюлькенберга переїхав шину; стюарди дослідили небезпечний випуск. Албон, П’єр Гаслі та AlphaTauri Юкі Цунода та Нік де Вріc приєдналися до Рассела поза сеансом.
Ферстаппен зайняв поул-позишн у спринті, а Перес дозволив «Ред Буллз» почати з рахунком 1–2, а «Феррарі» захопила четвертий рядок стартової сітки на п’ятому та шостому місцях. Алонсо і Стролл були сьомим і восьмим відповідно; Норріс мав стартувати третім, а Хюлькенберг був четвертим.

### Результат
| Місце                | №  | Пілот            | Конструктор                  | Частина 1 | Частина 2 | Частина 3 | Старт |
| -------------------- | -- | ---------------- | ---------------------------- | --------- | --------- | --------- | ----- |
| 1                    | 1  | Макс Ферстаппен  | Red Bull Racing-Honda RBPT   | 1:06.236  | 1:05.371  | 1:04.440  | 1     |
| 2                    | 11 | Серхіо Перес     | Red Bull Racing-Honda RBPT   | 1:06.924  | 1:05.836  | 1:04.933  | 2     |
| 3                    | 4  | Ландо Норріс     | McLaren-Mercedes             | 1:06.723  | 1:05.699  | 1:05.010  | 3     |
| 4                    | 27 | Ніко Гюлькенберг | Haas-Ferrari                 | 1:06.548  | 1:06.091  | 1:05.084  | 4     |
| 5                    | 55 | Карлос Сайнс     | Ferrari                      | 1:06.187  | 1:05.434  | 1:05.136  | 5     |
| 6                    | 16 | Шарль Леклер     | Ferrari                      | 1:07.061  | 1:05.673  | 1:05.245  | 91    |
| 7                    | 14 | Фернандо Алонсо  | Aston Martin Aramco-Mercedes | 1:06.611  | 1:05.759  | 1:05.258  | 6     |
| 8                    | 18 | Ленс Стролл      | Aston Martin Aramco-Mercedes | 1:06.569  | 1:05.914  | 1:05.347  | 7     |
| 9                    | 31 | Естебан Окон     | Alpine-Renault               | 1:06.840  | 1:05.604  | 1:05.366  | 8     |
| 10                   | 20 | Кевін Магнуссен  | Haas-Ferrari                 | 1:06.629  | 1:05.730  | 1:05.912  | 10    |
| 11                   | 23 | Александр Албон  | Williams-Mercedes            | 1:06.892  | 1:06.152  | N/A       | 11    |
| 12                   | 10 | П'єр Гаслі       | Alpine-Renault               | 1:06.873  | 1:06.360  | N/A       | 12    |
| 13                   | 22 | Юкі Цунода       | AlphaTauri-Honda RBPT        | 1:06.896  | 1:06.369  | N/A       | 13    |
| 14                   | 21 | Нік де Вріс      | AlphaTauri-Honda RBPT        | 1:06.704  | 1:06.593  | N/A       | 14    |
| 15                   | 63 | Джордж Рассел    | Mercedes                     | 1:06.653  | Без часу  | N/A       | 15    |
| 16                   | 24 | Чжоу Гуаньюй     | Alfa Romeo-Ferrari           | 1:07.062  | N/A       | N/A       | 16    |
| 17                   | 81 | Оскар Піастрі    | McLaren-Mercedes             | 1:07.106  | N/A       | N/A       | 17    |
| 18                   | 44 | Льюїс Гамільтон  | Mercedes                     | 1:07.282  | N/A       | N/A       | 18    |
| 19                   | 77 | Вальттері Боттас | Alfa Romeo-Ferrari           | 1:07.291  | N/A       | N/A       | 19    |
| 20                   | 2  | Логан Сарджент   | Williams-Mercedes            | 1:07.426  | N/A       | N/A       | 20    |
| 107% часу: 1:10.8202 |    |                  |                              |           |           |           |       |
| Посилання:           |    |                  |                              |           |           |           |       |

Примітки
- ↑  – Шарль Леклер отримав штраф у три позиції за блокування Оскара Піастрі в SQ1.[12]
- ↑  – Коли спринтерська кваліфікація проходила на мокрій трасі, правило 107% часу не діє.[13]

## Спринт

### Коротко про спринт
У Серхіо Переса та його товариша по команді Макса Ферстаппена було два моменти, які майже не вдалися, в результаті чого Перес запитав про нього по командному радіо. Ферстаппен залишиться лідируючим болідом до кінця спринту.
Ніко Хюлькенберг посів друге місце, а Перес обійшов його без особливих зусиль, а Карлос Сайнс і Ленс Стролл обійшли його незабаром. Хюлькенберг, Льюїс Гамільтон, Кевін Магнуссен, Логан Сарджент, Нік де Вріс і Чжоу Гуаньюй — усі були на сухих шинах. Спринт завершився тим, що Ферстаппен з великим відривом переміг Переса, оскільки Естебан Окон і Джордж Рассел боролися перед останнім поворотом, причому перший випередив другого.

### Результат
| Місце                                                             | №  | Пілот            | Конструктор                  | Кола | Час/причина сходу | Стартова позиція | Очки |
| ----------------------------------------------------------------- | -- | ---------------- | ---------------------------- | ---- | ----------------- | ---------------- | ---- |
| 1                                                                 | 1  | Макс Ферстаппен  | Red Bull Racing-Honda RBPT   | 24   | 30:26.730         | 1                | 8    |
| 2                                                                 | 11 | Серхіо Перес     | Red Bull Racing-Honda RBPT   | 24   | +21.048           | 2                | 7    |
| 3                                                                 | 55 | Карлос Сайнс     | Ferrari                      | 24   | +23.088           | 5                | 6    |
| 4                                                                 | 18 | Ленс Стролл      | Aston Martin Aramco-Mercedes | 24   | +29.703           | 7                | 5    |
| 5                                                                 | 14 | Фернандо Алонсо  | Aston Martin Aramco-Mercedes | 24   | +30.109           | 6                | 4    |
| 6                                                                 | 27 | Ніко Хюлькенберг | Haas-Ferrari                 | 24   | +31.297           | 4                | 3    |
| 7                                                                 | 31 | Естебан Окон     | Alpine-Renault               | 24   | +36.602           | 8                | 2    |
| 8                                                                 | 63 | Джордж Рассел    | Mercedes                     | 24   | +36.611           | 15               | 1    |
| 9                                                                 | 4  | Ландо Норріс     | McLaren-Mercedes             | 24   | +38.608           | 3                |      |
| 10                                                                | 44 | Льюїс Гамільтон  | Mercedes                     | 24   | +46.375           | 18               |      |
| 11                                                                | 81 | Оскар Піастрі    | McLaren-Mercedes             | 24   | +49.807           | 17               |      |
| 12                                                                | 16 | Шарль Леклер     | Ferrari                      | 24   | +50.789           | 9                |      |
| 13                                                                | 23 | Александр Албон  | Williams-Mercedes            | 24   | +52.848           | 11               |      |
| 14                                                                | 20 | Кевін Магнуссен  | Haas-Ferrari                 | 24   | +56.593           | 10               |      |
| 15                                                                | 10 | П'єр Гаслі       | Alpine-Renault               | 24   | +57.652           | 12               |      |
| 16                                                                | 22 | Юкі Цунода       | AlphaTauri-Honda RBPT        | 24   | +1:04.822         | 13               |      |
| 17                                                                | 21 | Нік де Вріс      | AlphaTauri-Honda RBPT        | 24   | +1:05.617         | 14               |      |
| 18                                                                | 2  | Логан Сарджент   | Williams-Mercedes            | 24   | +1:06.059         | 20               |      |
| 19                                                                | 24 | Чжоу Гуаньюй     | Alfa Romeo-Ferrari           | 24   | +1:10.825         | 16               |      |
| 20                                                                | 77 | Вальттері Боттас | Alfa Romeo-Ferrari           | 24   | +1:16.435         | Піт-лейн1        |      |
| Fastest lap: Ніко Хюлькенберг (Haas-Ferrari) – 1:10.180 (24 коло) |    |                  |                              |      |                   |                  |      |
| Посилання:                                                        |    |                  |                              |      |                   |                  |      |

Примітки
- ↑  – Вальттері Боттас кваліфікувався 19-м, але він почав гонку з піт-лейну, коли робив піт-стоп під час прогрівачного кола.[12]

## Гонка

### Коротко про гонку
Перед початком гонки хвилиною мовчання вшанували голландського гонщика Ділано Ван'n Хоффа, який загинув на етапі регіонального європейського чемпіонату Circuit de Spa-Francorchamps Formula напередодні. Змагання проходили за хмарної погоди.
Макс Ферстаппен добре стартував перед Ferrari, а Льюїс Гамільтон боровся з Лfндо Норрісом за четверте місце. Автомобіль безпеки був викликаний після того, як Юкі Цунода в'їхав у гравій, пошкодивши переднє крило після зіткнення з Естебаном Оконом. Цей інцидент не потребував подальшого розслідування. Він вийшов на піт-лейн, щоб замінити крило. Тим часом Кевін Магнуссен повідомив про проблеми з ERS і приєднався до Цуноди на піт-лейн. Автомобіль безпеки наказав усім автомобілям проїхати через піт-лейн, поки маршали прибирали сміття на першому повороті.
Під час повторного старту Ферстаппен знову добре стартував і створив відрив від Шарля Леклера, коли його товариш по команді Серхіо Перес пробивався через півзахист, обійшовши Окона та наблизившись до Джорджа Рассела, якого він зрештою обійшов. Норріс, який був позаду Гамільтона, повідомив про численні порушення лімітів траси свого McLaren. Гамільтон, а згодом Цунода отримали чорно-білий прапор за неспортивну поведінку. Тим часом автомобіль Ніко Хюлькенберга почав диміти, зійшов через проблему з силовим агрегатом, що призвело до появи віртуальної машини безпеки. Карлос Сайнс дав зрозуміти інжеренеру Ferrari свої наміри боротися з Ферстаппеном за 1-ше місце, хоча це залишилося без відповіді, оскільки команда вирішила провести подвійний піт-стоп, а Сайнсу провели піт-стоп повільніше, відпустивши його позаду Гамільтона та Норріса, які вийшли з боксів.
Ферстаппен продовжував нарощувати великий розрив, поки не вийшов на піт-лейн для своєї зупинки. Леклер перескочив його на піт-лейн, дозволивши йому очолити гонку за Ferrari вперше після Гран-прі Азербайджану. Цього разу він утримував лідерство протягом дев’яти кіл, кульмінацією якого стала битва між ним і Ферстаппеном, на яку він не міг відповісти, оскільки Red Bull обійшов його з DRS. Перес підіймався на третє місце, коли пілоти робили зупинки, а Ферстаппен, накопичивши великий розрив у гонці, з комфортом переміг позаду Леклерка, забезпечивши Ferrari 800-й подіум. Він також взяв найшвидше коло у Переса.
Під час гонки нараховувалась велика кількість штрафів; першими двома, хто отримав їх, були Гамільтон і Цунода, обидва отримали п'ятисекундний штраф за обмеження траси; Цунода отримав десятисекундний штраф за подальше порушення ліміту траси, з розслідуванням за неправильне виконання штрафу. Сайнс отримав також штраф, потім Александр Албон, П’єр Гаслі, Логан Сарджент і Магнуссен. Нік де Вріс також отримав штраф, але не за обмеження траси, а за те, що вибив Магнуссена з траси.

### Зміни після гонку
Естебан Окон отримав рекордну кількість штрафів - чотири за одну гонку. Aston Martin, який був стурбований численними штрафами, призначеними протягом вікенду, успішно спротестував результати гонки, і результати будуть змінені.
FIA не змогла розглянути всі 1200 звітів до контролю за перегонами, але наклала ще дванадцять штрафів за порушення обмежень траси.

### Результати
| Місце                                                                          | №  | Пілот            | Конструктор                  | Кола | Час/причина сходу | Стартова позиція | Очки |
| ------------------------------------------------------------------------------ | -- | ---------------- | ---------------------------- | ---- | ----------------- | ---------------- | ---- |
| 1                                                                              | 1  | Макс Ферстаппен  | Red Bull Racing-Honda RBPT   | 71   | 1:25:33.607       | 1                | 261  |
| 2                                                                              | 16 | Шарль Леклер     | Ferrari                      | 71   | +5.155            | 2                | 18   |
| 3                                                                              | 11 | Серхіо Перес     | Red Bull Racing-Honda RBPT   | 71   | +17.188           | 15               | 15   |
| 4                                                                              | 4  | Ландо Норріс     | McLaren-Mercedes             | 71   | +26.327           | 4                | 12   |
| 5                                                                              | 14 | Фернандо Алонсо  | Aston Martin Aramco-Mercedes | 71   | +30.317           | 7                | 10   |
| 6                                                                              | 55 | Карлос Сайнс     | Ferrari                      | 71   | +31.3772          | 3                | 8    |
| 7                                                                              | 63 | Джордж Рассел    | Mercedes                     | 71   | +48.403           | 11               | 6    |
| 8                                                                              | 44 | Льюїс Гамільтон  | Mercedes                     | 71   | +49.1963          | 5                | 4    |
| 9                                                                              | 18 | Ленс Стролл      | Aston Martin Aramco-Mercedes | 71   | +59.043           | 6                | 2    |
| 10                                                                             | 10 | П'єр Гаслі       | Alpine-Renault               | 71   | +1:07.6674        | 9                | 1    |
| 11                                                                             | 23 | Александр Албон  | Williams-Mercedes            | 71   | +1:19.7675        | 10               |      |
| 12                                                                             | 24 | Чжоу Гуаньюй     | Alfa Romeo-Ferrari           | 70   | +1 коло           | 17               |      |
| 13                                                                             | 2  | Логан Сарджент   | Williams-Mercedes            | 70   | +1 коло6          | 18               |      |
| 14                                                                             | 31 | Естебан Окон     | Alpine-Renault               | 70   | +1 коло7          | 12               |      |
| 15                                                                             | 77 | Вальттері Боттас | Alfa Romeo-Ferrari           | 70   | +1 коло           | 14               |      |
| 16                                                                             | 81 | Оскар Піастрі    | McLaren-Mercedes             | 70   | +1 коло           | 13               |      |
| 17                                                                             | 21 | Нік де Вріс      | AlphaTauri-Honda RBPT        | 70   | +1 коло8          | Піт-лейн         |      |
| 18                                                                             | 20 | Кевін Магнуссен  | Haas-Ferrari                 | 70   | +1 коло9          | Піт-лейн         |      |
| 19                                                                             | 22 | Юкі Цунода       | AlphaTauri-Honda RBPT        | 70   | +1 коло10         | 16               |      |
| Схід                                                                           | 27 | Ніко Хюлькенберг | Haas-Ferrari                 | 12   | Втрата потужності | 8                |      |
| Швидке коло: Макс Ферстаппен (Red Bull Racing-Honda RBPT) – 1:07.012 (71 колі) |    |                  |                              |      |                   |                  |      |
| Посилання:                                                                     |    |                  |                              |      |                   |                  |      |

Примітки
- ↑  – Бал за швидке коло.[25]
- ↑  – Карлос Сайнс фінішував четвертим, але отримав десять секунд штрафу за перевищення лімітів траси.[24]
- ↑  – Льюїс Гамільтон фінішував сьомим, але отримав десять секунд штрафу за перевищення лімітів траси.[24]
- ↑  – П'єр Гаслі фінішував дев’ятим, але отримав десять секунд штрафу за перевищення лімітів траси.[24]
- ↑  – Александр Албон отримав десять секунд штрафу за перевищення лімітів траси. Штраф не вплинув на його підсумкову позицію.[24]
- ↑  – Логан Сарджент отримав загальний штраф у 15 секунд за перевищення лімітів траси. Штраф не вплинув на його підсумкову позицію.[24]
- ↑  – Естебан Окон фінішував 12-м, але отримав загалом 30 секунд штрафу за перевищення лімітів траси.[24]
- ↑  – Нік де Вріс фінішував 15-м, але отримав п’ять секунд штрафу за те, що змусив Кевін Магнуссен зійти з траси. Він також отримав 15 секунд штрафу за перевищення лімітів траси.[24]
- ↑  – Кевін Магнуссен фінішував 19-м, але отримав п’ять секунд штрафу за перевищення лімітів траси. Він отримав позицію після штрафу Юкі Цунода.[24]
- ↑  – Юкі Цунода фінішував 17-м, але отримав загалом 15 секунд штрафу за перевищення лімітів траси.[24]

## Положення у чемпіонаті після гонки
| Місце   | Пілот           | Очки |
| ------- | --------------- | ---- |
| 1       | Макс Ферстаппен | 229  |
| 2       | Серхіо Перес    | 148  |
| 3       | Фернандо Алонсо | 131  |
| 4       | Льюїс Гамільтон | 106  |
| 5       | Карлос Сайнс    | 82   |
| Джерело |                 |      |

| Місце   | Конструктор             | Очки |
| ------- | ----------------------- | ---- |
| 1       | Ред Булл - RBPT         | 377  |
| 2       | Мерседес                | 178  |
| 3       | Астон Мартін - Мерседес | 175  |
| 4       | Феррарі                 | 154  |
| 5       | Alpine-Renault          | 47   |
| Джерело |                         |      |